# Denis Volotka
Denis Vladimirovič Volotka (in russo Денис Владимирович Волотка?; 10 ottobre 1985) è un fondista russo naturalizzato kazako.

## Biografia
In Coppa del Mondo ha esordito il 22 gennaio 2010 a Rybinsk (25°) e ha ottenuto la prima vittoria, nonché primo podio, il 7 dicembre 2012 a Québec.
In carriera ha preso parte a due edizioni dei Giochi olimpici invernali, Soči 2014 (58° nella sprint, 13° nella staffetta) e Pyeongchang 2018 (64º nella 15 km, 51º nella sprint, 15º nella sprint a squadre, 8° nella staffetta), e a cinque dei Campionati mondiali (6° nella sprint a squadre a Oslo 2011 il miglior risultato).

## Palmarès

### Universiadi
- 2 medaglie:
  - 2 bronzi (sprint, staffetta a Erzurum 2011)

### Coppa del Mondo
- Miglior piazzamento in classifica generale: 117º nel 2012
- 1 podio (a squadre):
  - 1 vittoria

#### Coppa del Mondo - vittorie
| Data            | Località | Nazione | Spec.                        |
| --------------- | -------- | ------- | ---------------------------- |
| 7 dicembre 2012 | Québec   | Canada  | TS TL (con Nikolaj Čebot'ko) |

Legenda:

TL = tecnica libera

TS = sprint a squadre